# عجز اقتصادي في فنزويلا
العجز الاقتصاد في فنزويلا أصبح ينتشر بعد سن سياسة التحكم بالأسعار وغيرها من السياسات التابعة للسياسة الاقتصادية لحكومة هوغو تشافيز. زاد العجز الاقتصادي خلال السياسة الاقتصادية لحكومة نيكولاس مادورو بسبب سياسة الحكومة الفنزويلية لاحتجاز الدولار الامريكي من المستوردين مع تحكم بالأسعار، وزادت شدة العجز من هجرة السكان «الشتات البوليفاري» التي تعتبر أكبر أزمة لاجئين مسجلة في الأمريكتين.
العجز يشمل أسعار منتجات خاضعة للتنظيم مثل الحليب واللحوم والقهوة والأرز والزيت والعجينة المطبوخة مسبقاً والزبدة وغيرها من الضروريات الأساسية مثل ورق التواليت ومنتجات النظافة الشخصية والأدوية. أوجب هذا العجز على الفنزويليين ضرورة البحث عن غذائهم، كاللجوء في بعض الأحيان إلى تناول الفاكهة البرية أو من القمامة أو الانتظار في طوابير لساعات وأحيانا المبيت دون الحصول على منتجات معينة.

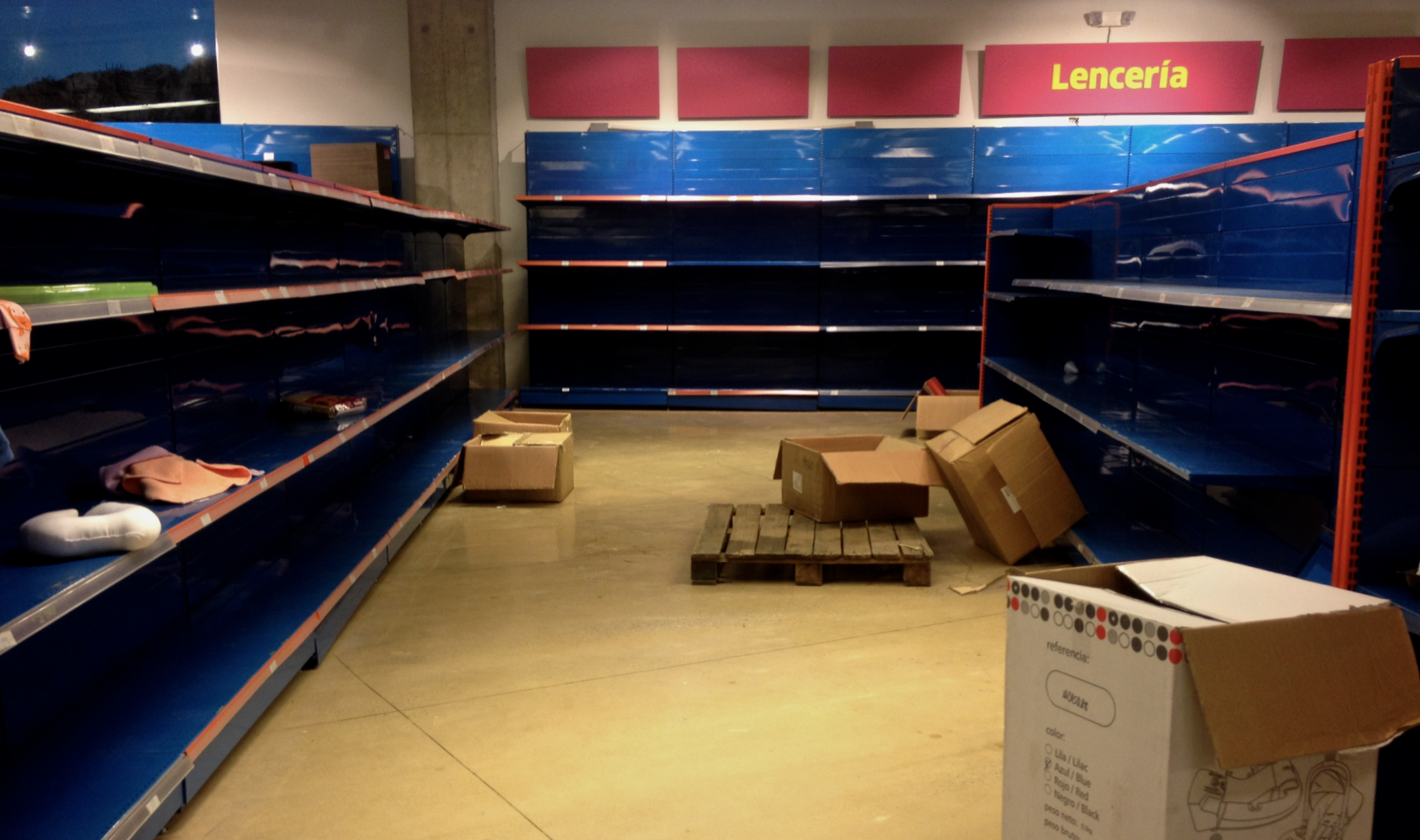
متجر فنزويلي فارغ في أواخر عام 2013
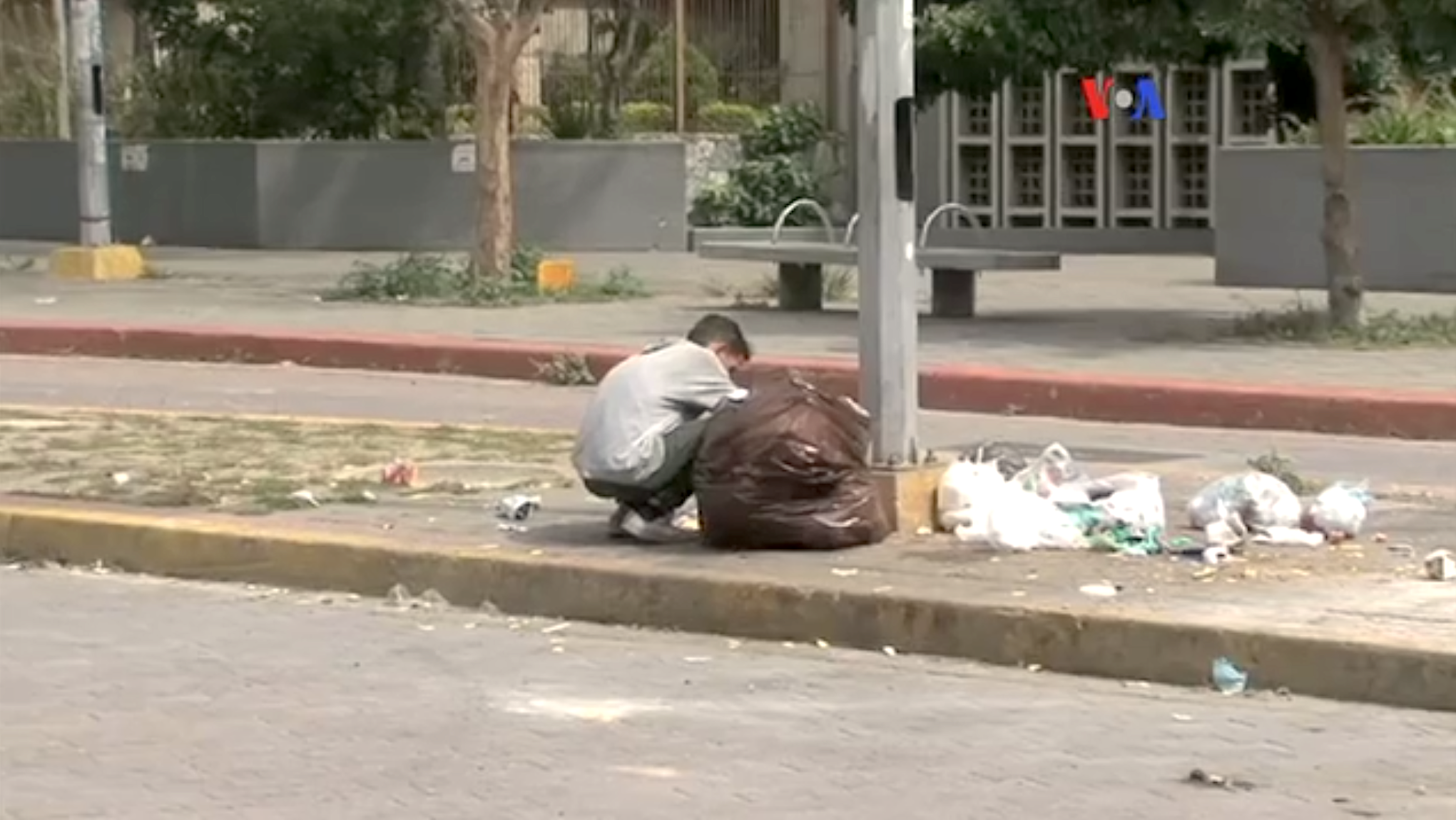
فنزويلي يأكل من كيس القمامة بسبب العجز الاقتصادي في عام 2017
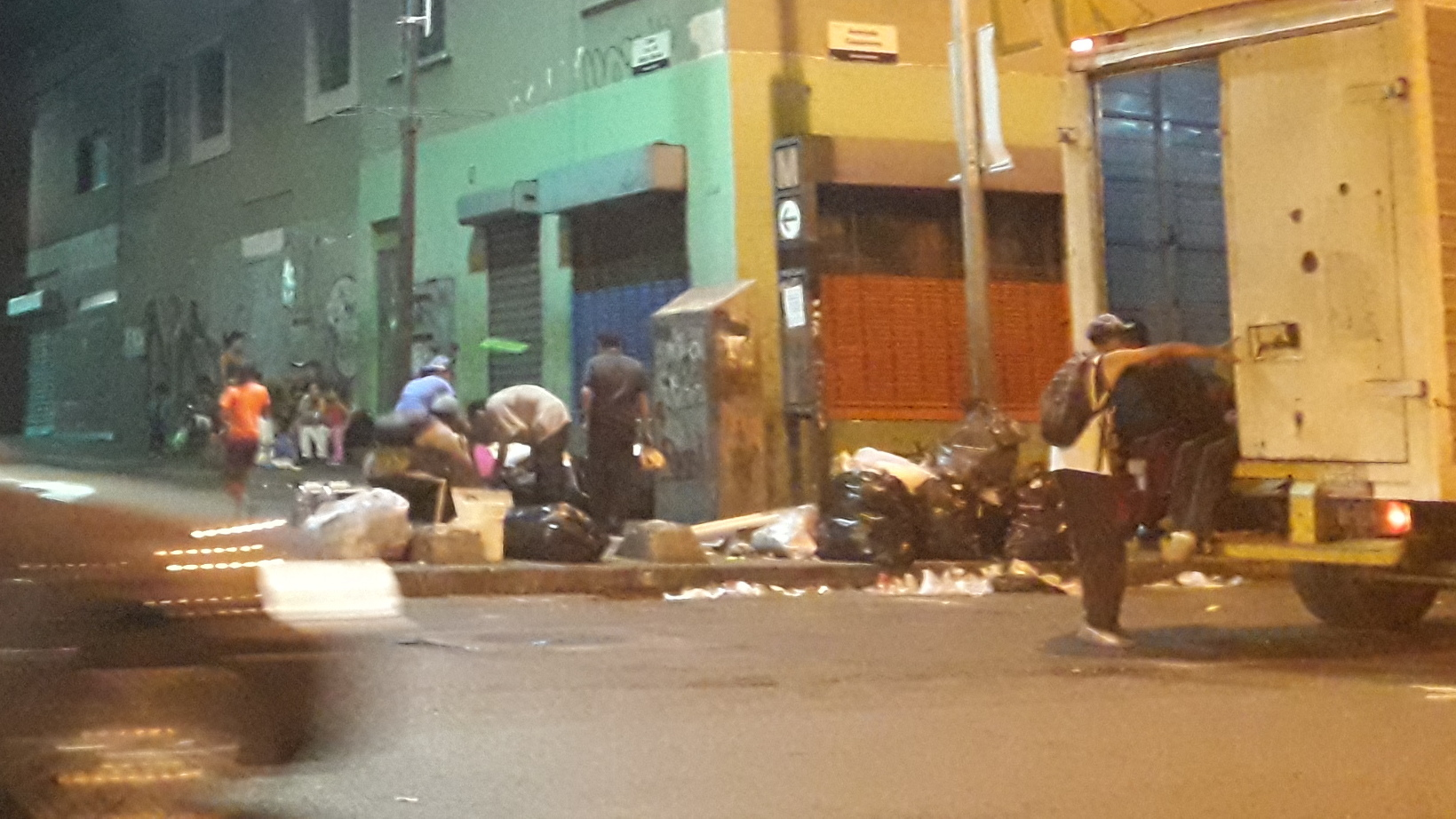
مجموعة من الفنزويليين يأكلون من القمامة في أيار / مايو 2018